# Gankyil

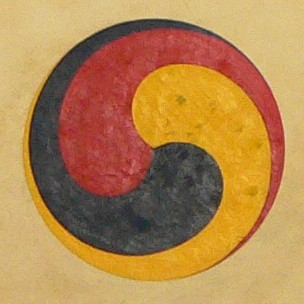
Le Gankyil.

Le gankyil (en tibétain : དགའ་འཁྱིལ་, en chinois : 三太極 sāntàijí, en sanskrit : anandacakra) est un symbole et un outil rituel dans le bouddhisme tibétain, le bön, le chamanisme himalayen, le bouddhisme coréen, et le bouddhisme japonais. C'est le symbole de l'énergie primordiale, et il représente l'unité et l’indivisibilité de toutes les philosophies et doctrine du Dzogchen. C'est un attribut du Lion des neiges.
D'après Namkhai Norbu Rinpoché :

« Le Gankyil peut clairement être vu comme le reflet de l'inséparabilité et de l'interdépendance de tous les groupes trinomiaux dans l'enseignement du Dzogchen, mais il illustre peut-être tout particulièrement l'inséparabilité de la Base, du Chemin et du Fruit. »

— Namkhai Norbu Rinpoché & Shane, Le Cristal et le Chemin de la Lumière